# Anita Loos

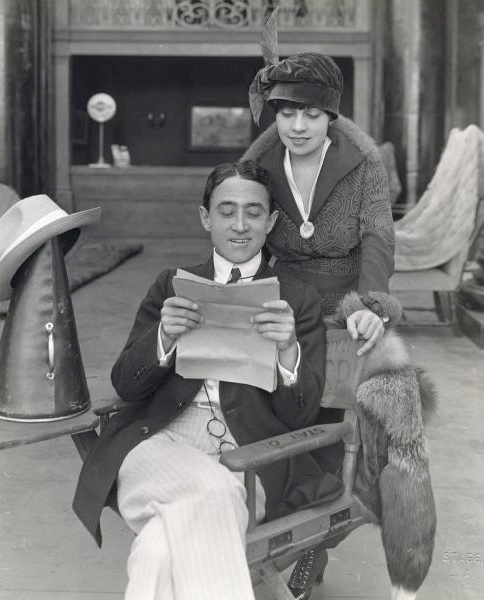
Anita Loos en John Emerson in 1918.

Anita Loos (Mount Shasta, 26 april 1889 - New York, 18 augustus 1981) was een Amerikaanse schrijfster en scenariste.

## Levensloop en carrière
Anita Loos werd geboren in 1889 als Corinne Anita Loos. Ze was als kind reeds gefascineerd door theater en schrijven. In 1911 schreef Loos het scenario voor de film The New York Hat (D.W. Griffith). Dit scenario werd een groot succes. Het werd in 1912 verfilmd met toenmalige filmsterren Mary Pickford en Lionel Barrymore, met figuratie van Lillian Gish en Dorothy Gish. In 1916 schreef ze, opnieuw voor D.W. Griffith, Intolerance. In totaal schreef ze het scenario voor vijf films van D.W. Griffith. Loos vertelt in haar autobiografie, Kiss Hollywood Goodbye (1973) hoe ze de filmindustrie overtuigde van de functie en de toegevoegde waarde van de goed geschreven tussentitel.
Omdat Griffith hierna langere films wilde maken, ging ze samenwerken met John Emerson, die later haar echtgenoot zou worden. Samen schreven ze verschillende komische films voor Douglas Fairbanks zoals His Picture in the Papers (Emerson 1915), The Matrimaniac (Powell 1916), The Americano (Emerson 1916) en Wild and Woolly (Emerson 1917). Samen met haar echtgenoot en scenariste Frances Marion ging ze werken onder één groepsnaam: Loos, Emerson en Marion. Het trio verhuisde naar New York, waar een driehoeksverhouding zorgde voor ergernis. Ze schreven scenario's voor films met onder meer Marion Davies en Constance Talmadge.
In de jaren '20 begon Loos met het schrijven van kortverhalen voor Harper's Bazaar. De verhalen hadden een seksueel getinte ondertoon en had als hoofdpersonage ene Lorelei Lee. Door het succes van deze reeks, publiceerde ze een boek, genaamd Gentlemen Prefer Blondes (1925). Dit boek werd twee keer verfilmd, de eerste keer in 1928 door Malcolm St. Clair en een tweede keer (de meest bekende editie) in 1953 door Howard Hawks, met in de hoofdrollen Marilyn Monroe en Jane Russell. In de periode dat ze dit boek schreef, 1925, zat haar relatie met Emerson in een dal en ging ze veelvuldig om met journalist H.L. Mencken. Het boek was een laconiek antwoord op Menckens voorliefde voor blonde vrouwen. 
In 1927 schreef Loos het vervolg op Gentlemen Prefer Blondes, genaamd But Gentlemen Marry Brunettes. In 1929 verloor het koppel Emerson-Loos veel geld door de beurscrash van 1929. In 1931 verdiende Loos opnieuw 1000 dollar per week door in te gaan op een aanbod van Irving Thalberg. Loos schreef in 1932 Red-Headed Woman met in de hoofdrol Jean Harlow. Na de dood van Thalberg in 1936 tekende Loos een sterk verbeterd contract bij Samuel Goldwyn van United Artists, hoewel ze zich dit later zou beklagen.
Emerson werd in deze periode schizofreen. Loos, die haar geld afstond aan Emerson, werd depressief en vroeg de scheiding aan. Ze kocht zichzelf uit bij United Artists en tekende voor MGM, waarvoor ze reeds samenwerkte in de tijd van Thalberg. Ze raakte bevriend met Paulette Goddard, maar haar relatie met MGM raakte verzuurd. Toen regisseur Hunt Stromberg MGM verliet, de laatste met wie ze goed kon samenwerken bij MGM (in tegenstelling tot haar relatie met Adolph Zukor) verliet ze even later de studio ook.
In 1946 verliet ze Hollywood en keerde terug naar New York. Hier werkte ze opnieuw samen met Frances Marion en Helen Hayes.
In 1956 overleden zowel Emerson als de echtgenoot van Helen Hayes. Loos bleef de rest van haar leven verder schrijven. In 1981 overleed Loos aan een longinfectie op 92-jarige leeftijd.

## Filmografie (selectie)

### Scenario's
- The New York Hat (1911)
- His Picture in the Papers (1915)
- Intolerance (1916)
- The Matrimaniac (1916)
- The Americano (1916)
- Wild and Woolly (1917)
- Good-Bye, Bill (1918)
- A Temperamental Wife (1919)
- Red Hot Romance (1922)
- Red-Headed Woman (1932)
- Gentlemen Prefer Blondes (1953)